# Reggaenwalde Festival
Reggaenwalde – festiwal muzyki reggae organizowany w Darłowie od 2009 roku.
Nazwa pochodzi z połączenia wyrazów reggae z niemiecką nazwą Darłowa - Rügenwalde. Pomysłodawcą festiwalu jest Robert Gorgol, który organizuje go z ramienia Stowarzyszenia Kultura Sztuka Region. Współorganizatorem i sponsorem festiwalu jest Darłowski Ośrodek Kultury im. Leopolda Tyrmanda, który zapewnia też jego zaplecze techniczne. Imprezę wspierają przede wszystkim: Miasto Darłowo, publiczność (wydarzenie od roku 2020 jest imprezą biletowaną), ale również prywatni sponsorzy, głównie lokalne przedsiębiorstwa.
Festiwal odbywa się w sierpniu, czyli w szczycie sezonu letniego, przy nabrzeżu portowym w nadmorskiej dzielnicy Darłowa - Darłówku. Jest to jedyny festiwal muzyki reggae w nadmorskim letnisku w Polsce. Trwa dwa dni. Koncerty odbywają się na dużej scenie na terenie portu. Po koncertach na scenie organizowane są tzw. free parties w namiotach z udziałem sound systemów. Oprócz koncertów, w czasie festiwalu odbywają się imprezy towarzyszące, takie jak wystawy, warsztaty bębniarskie, parada bębniarzy, pole namiotowe, Eko Wioska Dziecięca czy Przystanek Bengal z wegetariańską żywnością. Dochód z tego ostatniego przeznaczany jest na wsparcie corocznej wyprawy humanitarnej z żywnością dla dotkniętych głodem mieszkańców Bengalu Swoje stanowisko prezentuje też działające od 2015 roku Stowarzyszenie My 3 Koty i Psy, zajmujące się adopcją psów i kotów i prowadzące bazarek, z którego dochód przeznaczany jest na leczenie i sterylizację zwierząt. Realizuje się misję promocji aktywnego stylu życia poprzez mecze w siatkówkę plażową i piłkę nożną plażową. Funkcjonuje sklep z pamiątkami. Impreza wymieniana jest jako lokalna atrakcja w kilku niemieckojęzycznych folderach turystycznych.

## Historia
Historia festiwalu związana jest popularnością lokalnego zespołu reggae - Świadomość, który powstał w 2001 roku. Wokół grupy utworzyła się społeczność, organizująca z czasem kolejne koncerty i inne wydarzenia kulturalne, które wpłynęły na popularność tego gatunku muzyki w regionie. Robert Gorgol, członek zespołu, zorganizował w 2004 roku pierwszy festiwal muzyki reggae w Darłowie, dwudniowy Anti Babilon Fest w plenerowym klubie Plastelina. W 2006 r. powstało Stowarzyszenie Kultura Sztuka Region, które organizowało cykl koncertów muzyki alternatywnej pt. Melanż Muzyczny, w ramach którego grały głównie zespoły punkowe i reggae. W 2009 r. Robert Gorgol był pomysłodawcą utworzenia cyklicznego, dwudniowego festiwalu muzyki reggae w Darłowie. Jest on również autorem jego nazwy - Reggeanwalde i koordynatorem imprezy. W 2013 r. zespół Świadomość nagrał utwór promujący imprezę pt. Reggaenwalde.. W 2014 r. Stowarzyszenie „Nigdy Więcej” objęło imprezę swoim patronatem jako wspierającą kampanię Muzyka Przeciwko Rasizmowi.
Na festiwalu grali m.in.: Natural Dread Killaz, Maleo Reggae Rockers, Jamal, Ras Luta, Bob One, Bas Tajpan, Donguralesko, Junior Stress, Konopians, Kacezet, Cheeba, Chonabibe, Rootzmans, Habakuk, Paprika Korps, Bethel, Damian Syjonfam, Cała Góra Barwinków, Bakshish, Anna RF, Mike Love, Scum Of Toytown oraz Jacek Kleyff & Orkiestra na Zdrowie. Impreza gościła zespoły z Wielkiej Brytanii, Francji, Węgier, Jamajki, Izraela i Stanów Zjednoczonych. Organizatorzy festiwalu kultywują tradycję zapraszania zespołów partnerskich z Niemiec, z uwagi na wspólną z tym krajem historię miasta.
15 EDYCJA   Zagrali: 
Pidżama Porno, Wicked Dub Division (Włochy), Vavamuffin, No Logo, Gutek, Skankan, Kleszcz, Boleo & Follow the Riddim, Raggabarabanda, W innym Stanie, Maken & Zygzak, Rise Up Sound System.
14 EDYCJA         Zagrali:
Kapela Ze Wsi Warszawa, Gooral/Paprodziad, Damian Syjonfam, Tabu, 
Kacu/Naledii/Dandes, the Bartenders, Simonu, Dawid Albaaj, Olah Selectah, 
Diana Levi, Big Up!, Rise Up! Sound System.
13 EDYCJA         Zagrali:
Grubson, Farben Lehre (35 -lecie), Dubska, Damian Syjonfam, Barwy, 
Vix.n, Dża Dża Dziady,  Świadomość - reaktywacja, Dj Snake, 
Karma Sound, Dj Kostek.
12 EDYCJA         Zagrali:
Radikal Guru, Pokahontaz (Fokus/Rahim), Junior Stress & Kuba 1200, Mack, 
Rogal Salut, Steppa Warriors,  YongSoul & mr. Paul, Longfingah (Niemcy), 
Mat Marszal, & Psina, Naledii & Dandes, Robbie  Singie, the Presidents.
11 EDYCJA         Zagrali:
Jacek Kleyff i Orkiestra na Zdrowie, Bakshish, Tabu, Dubska, 
Radikal Guru, I-rey, Myasta, Ayarise, the Messengers, Shashamane,
Cała Góra Barwinków, Steppa Warriors
10 EDYCJA         Zagrali:
Mesajah, Donguralesko, Dj Kostek, Bob One & Bas tajpan, Reggaeside, 
Damian Syjonfam, Radykalna Wieś, the Djangos, Etna Kontrabande, Owen, 
Kompanija, Sari Ska Band, Steppa Warriors, Smokesystem, Val (Niemcy), 
Ewelina Nidzgorska (taniec), the Messengers, 
9 EDYCJA         Zagrali:
Mike Love (USA), Scum of Toytown (Anglia), Tabu, Bethel,  JMS Band, 
Gaga/Zielone Żabki, Rastafajrant, Longfingah & Sub Pressure band (Niemcy), 
Steppa Warriors, Paihivo, Jahbestin & Kasia Godzisz, Przystanek Bengal.
8 EDYCJA         Zagrali:
Maleo Reggae Rockers, Anna RF (Izrael), Ras Luta & A4 Band, Chonabibe,
Kacezet & Dj War, Reggae Gang System, Rootzmans, Konopians, 
Bongostan, Foliba, Przystanek Bengal
7 EDYCJA         Zagrali:
Jamal, Bob One & BasTajpan, Damian Syjonfam, Roots Rockets, Arci,
Alicetea, Illbilly Hitec & Longfingah (Niemcy), Radical Soul Ammunition
Zjednoczenie Sound System i Papblopavo, Baobab, Soulja Hooligans.
6 EDYCJA          Zagrali:  
PAÏAKA (Francja), Natural Dread Killaz, Looney Roots (Niemcy), Habakuk,
Paprika Korps, Bethel, Foliba, Zebra Sound System, Submission, Heaven 
Freakin Rudeboys, Bouncing Soles Sound System, Weedy Taki Ziołas, 
Przystanek Bengal.  
5 EDYCJA            Zagrali:  
The Banyans (Francja), Junior Stress & Kuba 1200, Germaica (Niemcy), 
Świadomość, Manasuna, Anselmo Crew (Węgry), Folk Free (Węgry), 
Paraliż Band, Zgagafari, Rzepczyno, Djembefola, Root Wise, Layo, Yelram, 
Parassol, Przystanek Bengal.

4 EDYCJA            Zagrali:  
RAGGAFAYA, DR.RING DING (Niemcy), feat Dub Thunder,  Świadomość, 
Alians, Tabu, Alldub feat. Diana Levi  (Niemcy, Polska), The Bartenders, 
Plebania, Naaman, Świadomość, Make Progress,  Dub Ssenses Stage:
Natural Unite Crew, Robbie Culture, Rasta Rastamta,  Smokesystem, 
Eta Hox, Steppa Warriors, Jah Bass, Fly Hi /Mic Liper, Przystanek Bengal.
3 EDYCJA            Zagrali:  
Vespa, Foliba, Zebra, Obidaya (Francja), Natural - I (Francja), Raggafaya,  
Yelram,Voodoo Moon (Niemcy), Podwórkowi Chuligani, 
Method Massive Sound System, Mojras Selecjah (Polska/Francja)
2 EDYCJA           Zagrali:  
Satta Tree (Niemcy), Gegorgand (Niemcy), Mass  Cypher (Jamajka/Polska), 
Enchantia, Skambomambo, Majestic, Bethel,  Unity3city.
1 EDYCJA          Zagrali:  
Ratatoska (Niemcy), Dubska,  Rascasse (Niemcy), Bez Jahzgh,
Świadomość,  R.a.g.a. Squad, All Sunrises Sound System, Feel Like Jumping.

## Galeria

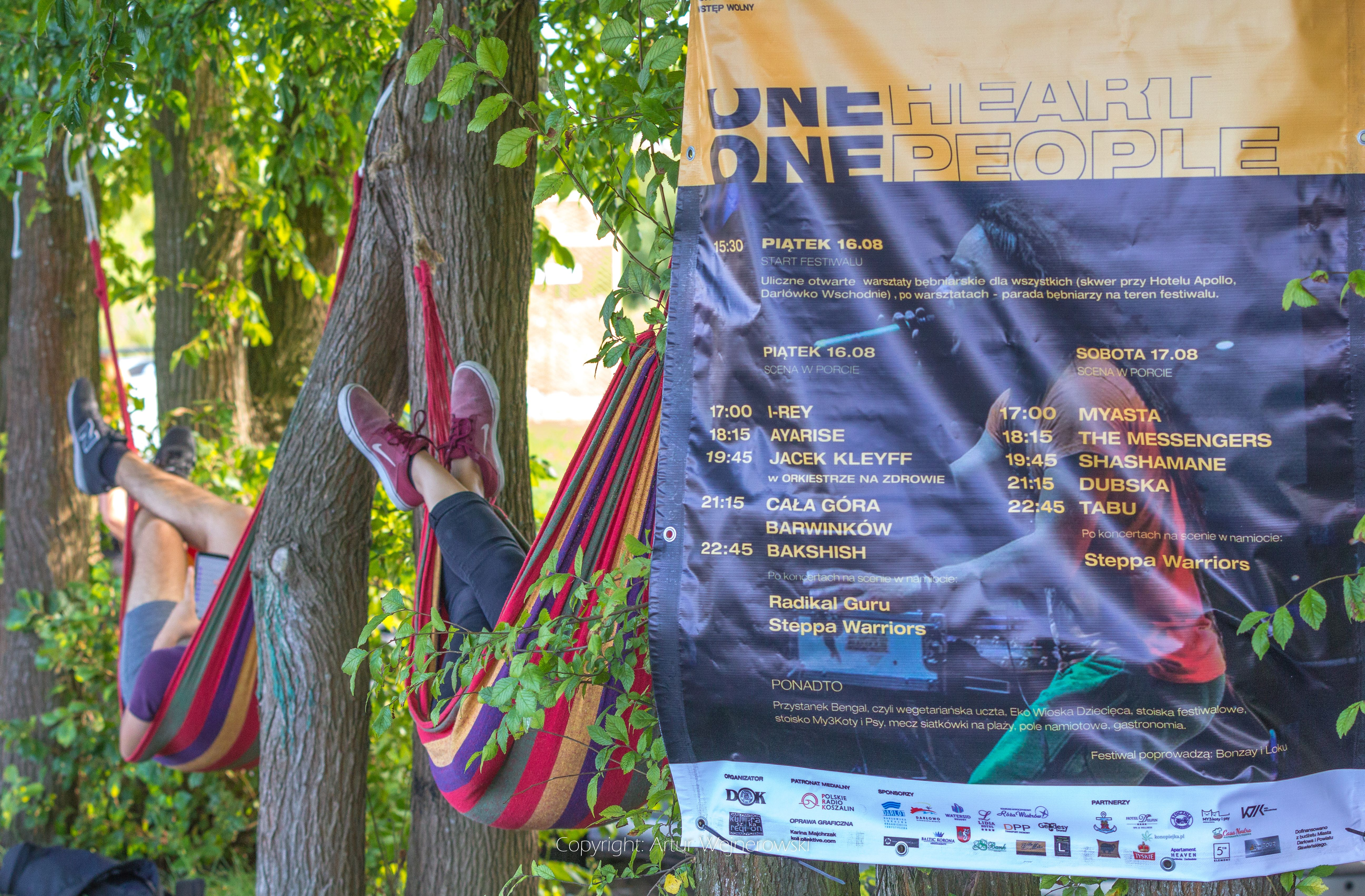
Plakat z programem XI edycji festiwalu w 2019 r. na tle osób wypoczywających na hamakach, zdj. aut. Artura Wejnerowskiego
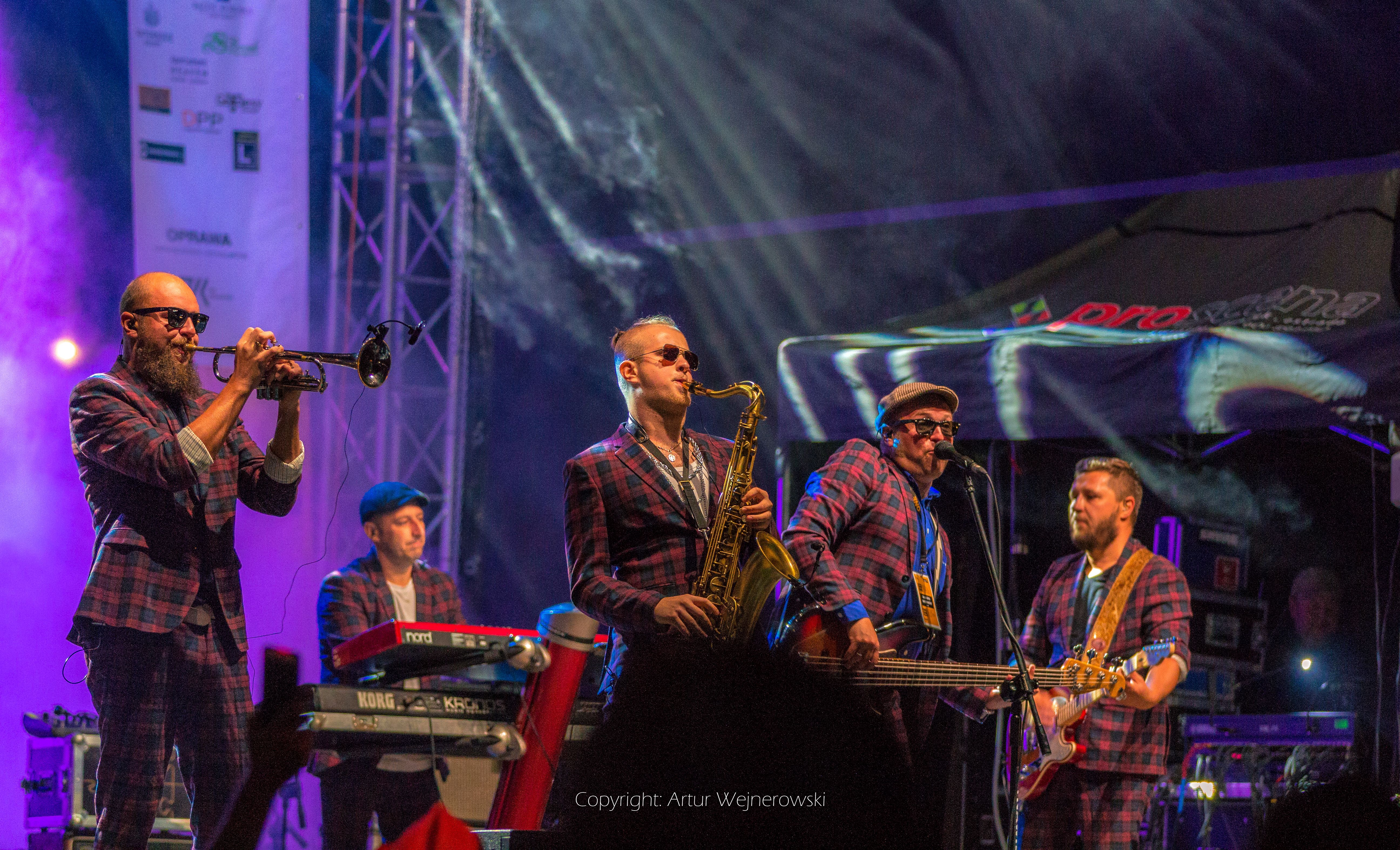
Koncert zespołu Cała Góra Barwinków podczas XI edycji festiwalu w 2019 r., zdj. aut. Artura Wejnerowskiego
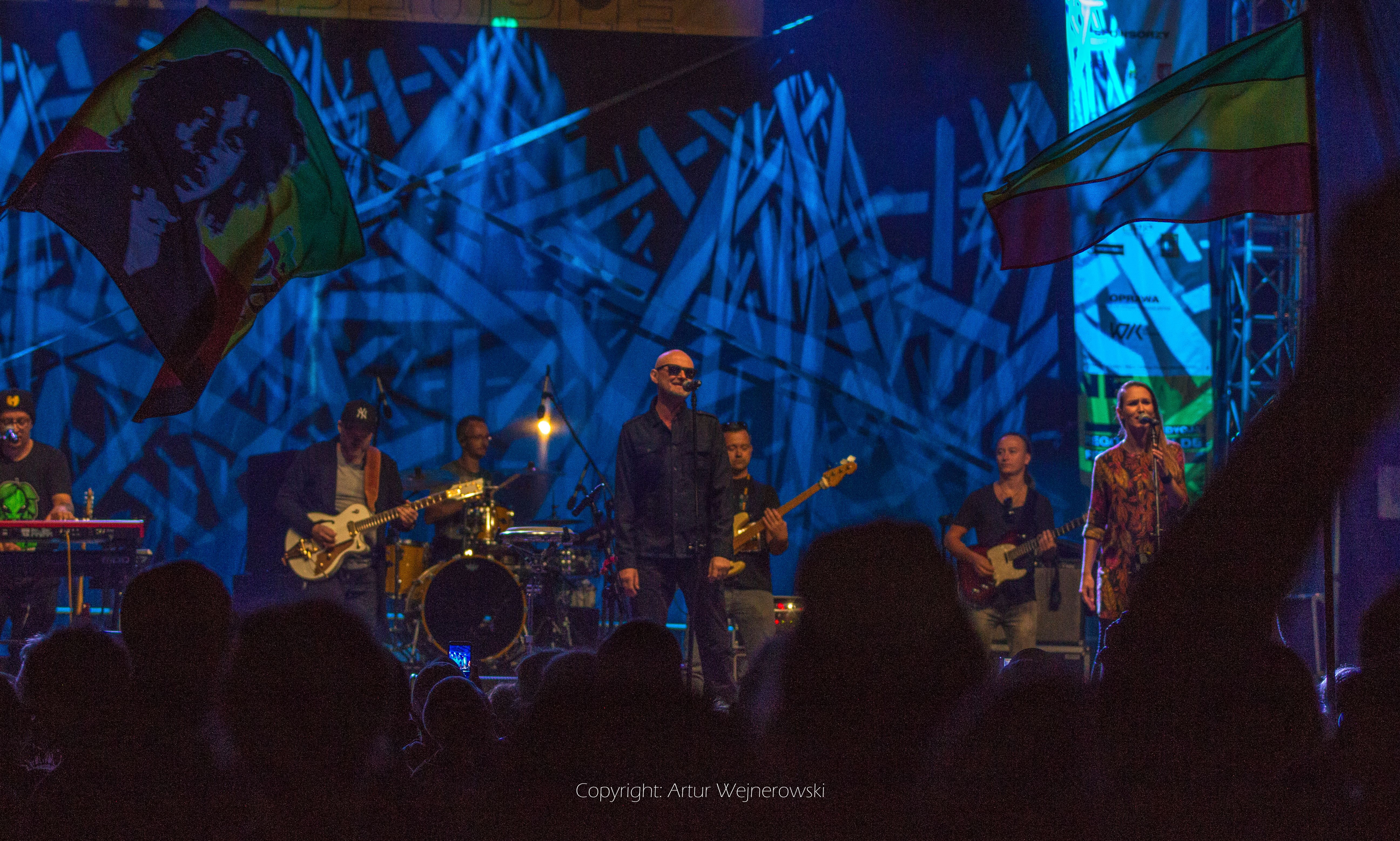
Koncert zespołu Baksish podczas XI edycji festiwalu w 2019 r., zdj. aut. Artura Wejnerowskiego